# Pop ’Til You Drop!
Pop ’Til You Drop! – trzeci album szwedzkiej grupy A*Teens.
Nagrany między 2001 a 2002 rokiem w Sztokholmie w Szwecji, Pop ’Til You Drop! emanuje bardziej amerykańskim brzmieniem niż poprzednie albumu zespołu, które charakteryzował styl europop.
Po raz pierwszy członkowie zespołu mieli wkład w pisanie słów piosenek i ogólnie wyglądu całego albumu.
18 czerwca 2002 roku światło dzienne ujrzało amerykańskie wydanie albumu, które promował cover utworu Elvisa Presleya – „Can’t Help Falling in Love” (który pochodził także ze ścieżki dźwiękowej z filmu Lilo & Stitch). Album osiągnął 45. pozycję na amerykańskiej Billboard Chart i oblekł się w złoto po pierwszym tour zespołu po Stanach Zjednoczonych.
W związku z dużym zainteresowaniem album wydano w Meksyku, Argentynie i innych krajach Ameryki Łacińskiej oraz w Azji.
Z albumu pochodzi jeszcze jeden singel, Floorfiller. Obie piosenki zostały wydane w Europie jako single, mimo iż nie wydano tutaj albumu samego w sobie. Niektóre kopie promocyjne amerykańskiej wersji albumu zawierały bonusowy utwór „Have a Little Faith In Me”, lecz utwór ten nie został komercyjnie wydany aż do 2003 roku, kiedy to znalazł się na kolejnym krążku grupy, New Arrival.
Na koniec roku 2002 ogłoszono, że Pop ’Til You Drop! sprzedał się w ponad 500 tys. kopii na świecie.

## Lista utworów
1. „Floorfiller” – 3:13 (Grizzly, Mack, Tysper)
2. „Can’t Help Falling In Love” – 3:04 (George David Weiss, Hugo Peretti, Luigi Creatore)
3. „Let Your Heart Do All The Talking” – 3:24 (Grizzly, Mack, Tysper)
4. „Closer to Perfection” – 3:11 (Alexandra)
5. „Hi and Goodbye” – 4:13 (Billy Steinberg, Leah Andreone, Marti Frederiksen)
6. „This Year” – 2:52 (Anders Wikström, Fredrik Thomander)
7. „Slam” – 3:04 (AJ Junior, Dhani, Red One, Sara, Savan, ShawnDark)
8. „Cross My Heart” – 3:35 (Grizzly, Mack, Marie, Tysper)
9. „Singled Out” – 4:13 (AJ Junior, Dhani, Red One, Savan, ShawnDark)
10. „Oh, Oh... Yeah” – 3:04 (David Eriksen, Tom Nichols)
11. „In the Blink of an Eye” – 3:30 (Marie, The Tremolo Beer Gut)
12. „School’s Out” (featuring Alice Cooper) – 3:02 (Alice Cooper, Dennis Dunaway, Glen Buxton, Michael Bruce, Neal Smith)

Ta wersja została wydana w różnych krajach, przy czym lista utworów czy inne szczegóły pozostawały te same. Kopie promocyjne tego albumu zostały wydane w Japonii pod koniec 2002 roku, z nieco innym wyglądem i bonusowym utworem „Have A Little Faitj In Me”.

## Inna wersja albumu
Jeszcze przed oficjalnym ogłoszeniem listy ścieżek niektóre witryny internetowe oferowały album z następującą listą utworów:
1. Floorfiller – 3:13
2. Have A Little Faith In Me – 3:01
3. This Year – 2:52
4. In the Blink of an Eye – 3:30
5. One Of A Kind
6. Shangri La – 3:14
7. Are You Ready
8. Sugar – 3:04
9. School’s Out (featuring Alice Cooper) – 3:02
10. Closer to Perfection – 3:11
11. Can’t Help Falling In Love – 3:04
12. Singled Out – 4:13
13. Slam – 3:04
14. Bounce With Me – 3:22
15. Pacific Dreaming
16. Beatbuster
17. Color Me Gone

## Osiągnięcia
| Lista (2001)                             | najwyższa pozycja |
| ---------------------------------------- | ----------------- |
| Billboard Top 200                        | #45               |
| Argentyńska lista albumów                | #10               |
| Meksykańska lista albumów                | #14               |
| Meksykańska międzynarodowa lista albumów | #3                |